# Bigga Than Me
«Bigga Than Me» es el primer sencillo oficial del próximo álbum Euthanasia LP preparado para ser lanzado en el 2009, del rapero Ca$his, el sencillo fue lanzado el 29 de julio de 2009 en descarga digital únicamente, bajo su propia firma Bogish Brand Entertainment, el sencillo fue producido por "Komplex", uno de los productores confirmados para Euthanasia LP.

## Producción
Han sido confirmados 2 sencillos oficiales de "Euthanasia LP", que son "Bigga Than Me" que fue el primero y "Get Loose", que fue el segundo siendo lanzado el 11 de septiembre del 2009, Ca$his anuncio a los productores confirmados hasta ahora para la producción de su próximo álbum, que son DJ Khalil, Rikanatti, Dae One y Komplex, Rikanatti ha producido muchas canciones del rapero, ya que es productor de su firma "Bogish Brand Entertainment", y su mánager, se esperaba que "Bigga Than Me" fuera producida por Rikanatti, ya que el álbum va a ser lanzado solo con su propia firma "Bogish Brand" con la ayuda de la firma "Amalgam Digital", pero no fue así, el primer sencillo confirmado oficialmente "Bigga Than Me", fue producido por "Komplex", pero parte del álbum, algunas canciones tendrán la producción de "Rikanatti".
- Datos: Q5728476